# Paraliochthonius singularis
Paraliochthonius singularis is een bastaardschorpioenensoort uit de familie van de Chthoniidae. De wetenschappelijke naam van de soort is voor het eerst geldig gepubliceerd in 1924 door Menozzi.